# Sinoferdina gigantea
Sinoferdina gigantea är en sjöstjärneart som beskrevs av Yin-Xia Liao 1982. Sinoferdina gigantea ingår i släktet Sinoferdina och familjen Ophidiasteridae. Inga underarter finns listade i Catalogue of Life.